# Universidade Ahmadu Bello
A Universidade Ahmadu Bello (Ahmadu Bello University  - ABU) é uma universidade de pesquisa do governo federal em Zaria, estado de Kaduna.  A ABU foi fundada em 4 de outubro de 1962, como a University of Northern Nigeria.
A universidade opera dois campi: Samaru (principal) e Kongo em Zaria. Há pré-graduação em Funtua a poucos quilômetros do campus principal da universidade. O campus de Samaru abriga os escritórios administrativos e as faculdades de ciências físicas, ciências da vida, ciências sociais, artes e idiomas, educação, design ambiental, engenharia, ciências médicas, ciências agrárias e instalações de pesquisa. O campus do Kongo abriga as faculdades de Direito e Administração. A Faculdade de Administração é constituída por Departamentos de Contabilidade, Administração de Empresas, Governo Local e Estudos de Desenvolvimento e Administração Pública. Além disso, a universidade é responsável por outras instituições e programas em outros locais.
É nomeada em homenagem ao califa de Socoto Alhaji Sir Ahmadu Bello, o primeiro primeiro-ministro do norte da Nigéria.
A universidade administra uma grande variedade de programas de graduação e pós-graduação. Tem um grande programa médico com o seu próprio ABU Teaching Hospital, um dos maiores hospitais de ensino da Nigéria e da África.